# Jan Postma (historicus)
Jan Klaas Tjipke Postma (Groningen, 29 oktober 1942) is een Nederlands econoom, historicus, topambtenaar, politicus en bestuurder die lid was van de PvdA. Na zijn pensionering promoveerde hij in de geschiedenis op een biografie over Alexander Gogel.

## Leven en werk
Postma studeerde na de HBS van 1960 tot 1967 economie aan de Rijksuniversiteit Groningen. Hij behaalde het doctoraalexamen cum laude. Van 1991 tot 1999 was Postma secretaris-generaal van het ministerie van Financiën. Hij was van 11 februari 1999 tot 14 maart 2002 burgemeester van Leiden als opvolger van Cees Goekoop. Hij had veel bestuurlijke ervaring, maar er was kritiek op zijn functioneren, en bovendien kampte hij met gezondheidsproblemen. Kort na zijn aantreden werd hij getroffen door een hartinfarct; pas na vijf maanden kon hij weer aan de slag gaan. Nadat er informatie bekend was geworden uit de vertrouwelijke tussentijdse gesprekken met de fractievoorzitters, besloot Postma vervroegd met pensioen te gaan.
Postma promoveerde op 14 februari 2017 aan de Universiteit Leiden op het proefschrift Alexander Gogel (1765-1821): grondlegger van de Nederlandse staat.
- Digitale Bibliotheek voor de Nederlandse Letteren: post013
- Gemeinsame Normdatei: 170805654
- International Standard Name Identifier: 0000 0000 5844 2603
- Library of Congress Control Number: n94033395
- Nederlandse Thesaurus van Auteursnamen: 074202871
- Parlement.com: vg09llzsaexf
- Virtual International Authority File: 25623374
- WorldCat: E39PBJwX9QR4HycQmDm7RDfpfq